# Francesco Maselli
Francesco Maselli (ur. 9 grudnia 1930 w Rzymie, zm. 21 marca 2023 tamże) – włoski reżyser i scenarzysta filmowy. Autor pięćdziesięciu filmów fabularnych, dokumentalnych, telewizyjnych i krótkometrażowych. 
Po ukończeniu w 1949 studiów filmowych na rzymskiej uczelni Centro sperimentale di cinematografia, został asystentem reżyserów Luigiego Chiariniego, Michelangelo Antonioniego i Luchino Viscontiego. Dzięki wstawiennictwu tego ostatniego Maselli zrealizował swój fabularny debiut Opuszczeni (1955), zaprezentowany w konkursie głównym na 16. MFF w Wenecji.
Jego wczesny film, Czas obojętności (1964), zdobył główną nagrodę na MFF w Mar del Plata. Dużo późniejsza Historia miłosna (1986) przyniosła Masellemu Grand Prix Jury na 43. MFF w Wenecji, a także Puchar Volpiego dla najlepszej aktorki dla Valerii Golino. 
Wśród innych filmów reżysera są również takie tytuły, jak m.in. Bohaterka dnia (1957), Następcy tronów (1960), List otwarty do wydania wieczornego (1970), Podejrzany (1975), Kodeks prywatny (1988), Sekret (1990), Kroniki trzeciego tysiąclecia (1996) czy Czerwone cienie (2009).